# Anisol
El anisol o metoxibenceno es un compuesto orgánico con la fórmula CH3OC6H5. Es un líquido incoloro con un olor similar a las semillas de anís, y de hecho muchos de sus derivados se encuentran en fragancias naturales y artificiales. Es sintetizado como un precursor a otros compuestos sintéticos. Es un éter formado por un benceno (hidrocarburo aromático) conectado con el oxígeno y un metil.